# Adriana Reverón
Adriana Reverón (Los Cristianos, 11 febbraio 1985) è una modella spagnola, rappresentante della Spagna a Miss Universo 2010 e Miss Terra 2008.

## Biografia
Prima di entrare nel mondo dei concorsi di bellezza, lavorava come modella e stava completando i propri studi in architettura tecnica. Ha partecipato con la fascia di Miss Maxarco nel locale concorso di Miss Tenerife, tenuto a Icod de los Vinos, piazzandosi al secondo posto, dietro Marta Domínguez. Tuttavia, la Domínguez ha rinunciato al titolo, e la Reverón ha rilevato il suo titolo di Miss Tenerife 2006. Grazie a questo titolo ha avuto modo di partecipare a Miss Spagna 2007, piazzandosi al secondo posto dietro Natalia Zabala.
La Reveron avrebbe dovuto partecipare a Miss Europa, ma quell'anno il concorso non si tenne. Un anno dopo venne selezionata per partecipare a Miss Terra 2008, arrivando sino alle semifinali del concorso, e piazzandosi alla fine fra le prime otto classificate. Nel 2010 venne organizzato un concorso di bellezza speciale per scegliere la rappresentante spagnola per Miss Universo 2010, dato che l'evento ufficiale, Miss Spagna, era stato posticipato a settembre, un mese dopo la trasmissione di Miss Universo. Adriana Reveron ha quindi rappresentato la Spagna a Miss Universo 2010, ma non riesce a classificarsi.